# Estação La Virgen
A Estação La Virgen é uma das estações do VLT da Cidade do México, situada na Cidade do México, entre a Estação Ciudad Jardín e a Estação Xotepingo. Administrada pelo Servicio de Transportes Eléctricos de la Ciudad de México (STECDMX), faz parte da Linha 1.
Foi inaugurada em 1º de agosto de 1986. Localiza-se no cruzamento da Estrada de Tlalpan com a Rua Bugambilias e a Estrada de la Virgen. Atende o bairro Xotepingo, situado na demarcação territorial de Coyoacán.